# Comuna de Gołańcz
Gołańcz (polaco: Gmina Gołańcz) é uma gminy (comuna) na Polónia, na voivodia de Grande Polónia e no condado de Wągrowiecki. A sede do condado é a cidade de Gołańcz.
De acordo com os censos de 2004, a comuna tem 8407 habitantes, com uma densidade 43,8 hab/km².

## Área
Estende-se por uma área de 192,13 km², incluindo:
- área agricola: 76%
- área florestal: 15%

## Demografia
Dados de 30 de Junho 2004:
|                      | Total   | Total | Mulheres | Mulheres | Homens  | Homens |
| -------------------- | ------- | ----- | -------- | -------- | ------- | ------ |
|                      | pessoas | %     | pessoas  | %        | pessoas | %      |
| População            | 8407    | 100   | 4178     | 49,7     | 4229    | 50,3   |
| Densidade (pop./km²) | 43,8    | 100   | 21,7     | 21,7     | 22      | 22     |

De acordo com dados de 2002, o rendimento médio per capita ascendia a 1379,12 zł.

## Subdivisões
- Bogdanowo, Brdowo, Buszewo, Chawłodno, Chojna, Czerlin, Czesławice, Czeszewo, Grabowo, Jeziorki, Konary, Krzyżanki, Kujawki, Laskownica Wielka, Lęgniszewo, Morakowo, Morakówko, Oleszno, Panigródz, Potulin, Rybowo, Smogulec, Tomczyce.

## Comunas vizinhas
- Damasławek, Kcynia, Margonin, Szamocin, Wapno, Wągrowiec, Wyrzysk